# ضريح درويش علم بازي
ضريح درويش علم بازي (بالفارسية: آرامگاه درویش علم بازی) هو ضريح تاريخي يعود إلى القرن التاسع الهجري، ويقع في بابل.